# 백하우스 상수
백하우스 상수(Backhouse's constant)는 나이젤 백하우스(Nigel Backhouse)의 이름을 딴 수학 상수다.

## 정의
백하우스 상수를 정의하기 위해서는 우선 연속항의 계수가 소수(prime number)인 멱급수(power series) {\displaystyle P(x)}를 정의한다.
{\displaystyle P(x)=1+\sum _{k=1}^{\infty }p_{k}x^{k}=1+2x+3x^{2}+5x^{3}+7x^{4}+\cdots }
그 다음 {\displaystyle P(x)}의 역수를 형식적 멱급수로 표현한다.
{\displaystyle Q(x)={\frac {1}{P(x)}}=\sum _{k=0}^{\infty }q_{k}x^{k}}
그러면 {\displaystyle Q(x)}의 계수들 사이에 다음 식이 성립한다.
{\displaystyle \lim _{k\to \infty }\left|{\frac {q_{k+1}}{q_{k}}}\right\vert =1.45607\ldots } (OEIS의 수열 A072508)

## 역사
위의 극한값은 백하우스(Backhouse, 1995)에 의해 존재할 것으로 추측되었으며, 이 추측은 필립 플라졸렛(Philippe Flajolet, 1995)에 의해 증명되었다.

## 같이 보기
- 수학 상수
- 소수
- 유사소수
- 렝겔 상수

## 참고
- Backhouse, N. (1995), 《Formal reciprocal of a prime power series》, unpublished note
- Flajolet, Philippe (1995년 11월 25일), 《On the existence and the computation of Backhouse's constant》, Unpublished manuscript. Reproduced in Les cahiers de Philippe Flajolet, Hsien-Kuei Hwang, June 19, 2014, accessed 2014-12-06.
- Weisstein, Eric Wolfgang. “Backhouse's Constant”. 《Wolfram MathWorld》 (영어). Wolfram Research.
- A030018,  A074269,  A088751